# TBCE
TBCE‏ (Tubulin folding cofactor E) هوَ بروتين يُشَفر بواسطة جين TBCE في الإنسان.